# Sasae-Tsuri-Komi-Ashi

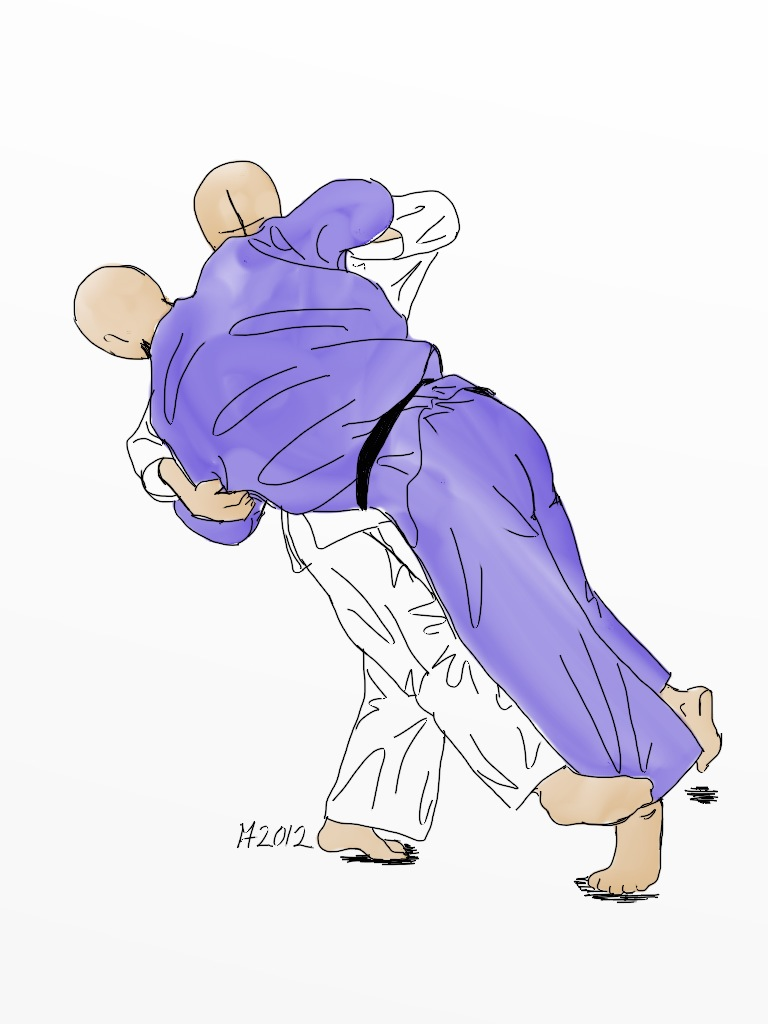
Exécution de Sasae-Tsuri-Komi-Ashi.

Sasae-Tsuri-Komi-Ashi (blocage du pied en soulevant, en japonais : 支釣込足) est une technique de projection du judo. Sasae-Tsuri-Komi-Ashi est le 3e mouvement du 1er groupe du gokyo. Sasae-Tsuri-Komi-Ashi est un mouvement du Nage-no-kata.

## Terminologie
- Sasae : tenir
- Tsuri : pêcher, lever
- Komi : dedans, contre(au contact)
- Ashi : pied, jambe